# ناتالي وود
ناتالي وود (بالإنجليزية: Natalie Wood)‏ (20 يوليو 1938 – 29 نوفمبر 1981؛ واسمها عند الولادة ناتاليا نيكولايفنا زاخارينكو) هي ممثلة أمريكية روسية بدأت مسيرتها المهنية في الأفلام وهي طفلة، ثم أصبحت نجمة في هوليوود في شبابها. رُشحت وود للفوز بثلاثة جوائز أوسكار قبل أن تبلغ 25 عامًا، وبدأت التمثيل في الأفلام بعمر الرابعة وحصلت على دور بطولة مشتركة وهي بعمر الثامنة في فيلم «معجزة في شارع 34» (1947). رُشحت ناتاليا للفوز بجائزة الأوسكار لأفضل ممثلة مساعدة وهي مراهقة عن أداءها في فيلم «متمرد دون قضية» (1955)، وتلا ذلك دورًا في فيلم «الباحثون» (1956) من إخراج جون فورد. أدت ناتالي دور البطولة في الفيلم الموسيقي «قصة الحي الغربي» (1961)، وفيلم «جيبسي» (1962)، ورُشحت للفوز بجائزة الأوسكار لأفضل ممثلة عن أدوارها في فيلمي «روعة بين العشب» (1961) و«الحب مع الغريب المناسب» (1963). واصلت ناتالي مسيرتها بعدة أفلام مثل «الجنس والفتاة الوحيدة» (1964)، و«داخل زهرة البرسيم» (1964)، و«بوب وكارول وتيد وأليس» (1969).
وُلدت ناتالي في سان فرانسيسكو لأبوين مهاجرين من روسيا. وانقطعت عن التمثيل في الأفلام في سبعينيات القرن العشرين ثم أنجبت طفلين من زوجها روبرت واغنر الذي تزوجته، ثم طلقته، ثم تزوجته من جديد بعدما طلقت زوجها الثاني. ظهرت ناتالي في ثلاثة أفلام فقط خلال هذا العقد، ولكنها شاركت في عدة برامج تلفزيونية مثل النسخة المُعادة من مسلسل «من هنا حتى الخلود» (1979) الذي فازت بفضله بجائزة غولدن غلوب. رمزت أفلامها إلى «بلوغها سن الرشد» في حياتها الواقعية وفي حياتها في هوليوود في المجمل أيضًا. يرى بعض النقاد أن مسيرة ناتالي المهنية في السينما تمثل صورة الأنوثة الأمريكية الحديثة وهي في طور الانتقال، إذ أنها كانت من بين النجمات القلائل اللاتي لعبن أدوار الأطفال وأدوار شخصيات في منتصف العمر أيضًا.
ماتت ناتالي غرقًا بالقرب من جزيرة كاتالينا في 29 نوفمبر 1981 بعمر الثالثة والأربعين. تضاربت أقوال الشهود عن حقيقة الأحداث التي أدت لوفاتها، مما دفع قسم مأمور مقاطعة لوس أنجلوس إلى اعتبار «الغرق وعدة عوامل أخرى مجهولة» سببًا في وفاتها بناءً على تعليمات مكتب محقق الوفيات في عام 2012. وفي عام 2018 اعتبرت التحقيقات المتواصلة حول وفاتها أن روبرت واغنر شخص مشتبه به في القضية.

## نشأتها
وُلدت ناتالي وود باسم ناتاليا نيكولايفنا زاخارينكو في سان فرانسيسكو، كاليفورنيا. وهي ابنة المهاجرين الروس نيكولاي ستيبانوفيتش زاخارينكو (1912–1980) وماريا ستيبانوفيتش زاخارينكو (1912–1996؛ وكنيتها قبل الزواج زوديلوفا). وُلد أبوها في فلاديفوستوك وسط عائلة فقيرة ربها ستيبان زاخارينكو؛ عامل في مصنع شوكولاتة انضم إلى القوات المدنية المعادية للبلشفيين أثناء الحرب الأهلية الروسية. قُتل جدها عام 1918 إزاء معركة شوارع بين الجنود الروس الحمر والبيض. وعقب ذلك فرت زوجته بأبنائها الثلاثة إلى أقاربهم في مونتريال. وفي وقت لاحق انتقلت العائلة إلى سان فرانسيسكو حيث اشتغل نيكولاي في النجارة والعمالة اليومية.
وُلدت أم ناتالي في بارناول، وكان والدها، ستيبان زوديلوف، يمتلك مصنعًا للصابون والشموع إلى جانب قطعة عقار خارج المدينة. غادرت عائلتها روسيا عند بداية الحرب الأهلية، واستقروا بصفتهم مهاجرين في مدينة هاربن الصينية. تزوجت ماريا بألكساندر تاتولوف في الصين وأنجبت منه فتاة اسمها أولغا (1927–2015). وصفت ناتالي أفراد عائلتها بأنهم إما غجر أو ملاك أراضي أرستقراطيين في روسيا. حلمت أمها في شبابها بأن تصبح ممثلة أو راقصة باليه. نشأت ناتاليا وأخواتها نشأة مسيحية أرثوذكسية روسية. وفي فترة بلوغها قالت: «أنا روسية للغاية كما تعلم». كانت ناتاليا تتحدث اللغة الإنجليزية والروسية باللكنة الأمريكية.
ذكر مؤرخ السير الشخصية وارن هاريس أن ظروف عائلتها الفقيرة اضطرت والدتها أن تتخلى عن طموحها الشخصي من أجل ابنتها الوسطى ناتاليا. فقد كانت تحضرها معها لمشاهدة الأفلام كلما سمحت ظروفها. تذكرت ناتالي تلك الأوقات قائلةً: «أخبرتني أمي أن المصور الذي كان يوجه عدسته صوب المتفرجين في نهاية الفيلم كان يلتقط صورة لي. اتخذت وضعية التصوير وابتسمت كما لو كان بصدد أن يجعلني مشهورة. صدقت كل شيء أخبرتني به أمي».
انتقلت عائلة ناتاليا إلى سانتا روزا عقب ولادتها في سان فرانسيسكو بفترة قصيرة، وكانت تُدعى ناتاشا في ذلك الوقت. وفي أحد الأيام لاحظها طاقم تصوير أحد الأفلام في وسط مدينة سانتا روزا. وبعدها بفترة قصيرة انتقلت أمها بعائلتها إلى لوس أنجلوس كي تساعد ابنتها في مسيرتها المهنية في الأفلام. وعندما شرعت ناتاليا في التمثيل وهي طفلة قرر ديفيد لويس وويليام جوتز (مديري الاستوديو التنفيذي الخاص بآر كي أو بيكتشرز) أن يغيروا اسمها إلى «ناتالي وود» تيمنًا بالمخرج سام وود.
وُلدت أختها الصغرى سفيتلانا غوردين في سانتا مونيكا. أصبحت هي الأخرى ممثلة وصارت تُعرف باسم لانا وود.

## مسيرتها المهنية

### طفولتها
بدأت ناتالي مسيرتها الفنية قبل عيد مولدها الخامس ببضعة أسابيع كشخصية مساعدة في مشهد مدته 15 ثانية في فيلم «أرض سعيدة» (1943). على الرغم من ظهورها في الفيلم لبرهة قصيرة فقد جذبت انتباه المخرج إيرفينغ بيتشل الذي ظل على اتصال دائم بعائلتها لعامين ليخبرهم بفرص ظهورها في أدوار أخرى. اتصل المخرج بوالدتها وطلب منها أن تحضر ابنتها إلى لوس أنجلوس لاختبار أداءها. تحمست والدتها بشدة لذلك حتى أنها «حزمت أمتعة العائلة بأكملها وانتقلت للعيش في لوس أنجلوس» على حد قول هاريس. عارض والدها تلك الفكرة ولكن الأولوية كانت من نصيب «طموحها الطاغي إلى جعل ابنتها ناتالي نجمة». وعلى حد قول أختها الصغرى لانا: «اكتشف بيتشل ناتالي وأراد أن يتبناها».
حازت ناتالي على دورها المنشود وهي بعمر السابعة. أدت دور طفلة يتيمة في ألمانيا عقب الحرب العالمية الثانية، ولعب أورسن ويلز دور الواصي عليها. مثلت ناتالي كذلك دور كلوديت كولبيرت في فيلم «الغد لا ينتهي» (1946). لم تتمكن ناتالي من البكاء عند الإشارة لها في البداية، ولذا مزقت أمها فراشة أمام أعينها حتى تضمن أنها ستبكي في المشهد. قال ويلز لاحقًا أنها وُلدت بموهبتها، وأنها «جيدة جدًا إلى حد مخيف». وبعد انتهائها من أداء دورها في أحد أفلام بيتشل، وقعت أمها على عقد مع شركة فوكس للقرن العشرين للإنتاج لأداء أول دور بطولي لها في فيلم «معجزة في شارع 34» (1947) الذي صار من أحد الأفلام الكلاسيكية المحبذة في يوم الميلاد المجيد. شاركت ناتالي في التمثيل مع ماورين أوهارا، وكانت تُعد إحدى أفضل الأطفال النجوم في هوليوود، وحظيت بشهرة واسعة جدًا حتى أن سلسلة متاجر مايسيز عرضت عليها أن تقف في موكب عيد الشكر السنوي الخاص بها.
ذكر مؤرخ الأفلام جون تيبيتس أن ناتالي لعبت أدوار الابنة في أفلام العائلة عقب نجاحها في فيلم المعجزة؛ مثل دورها كابنة فريد ماكموري في فيلم «والدي كان مدافعًا» (1949) وفيلم «دير برات» (1951)، وابنة مارغارت سولافان في فيلم «لا أريد أغاني حزينة» (1950)، وابنة جيمس ستيوارت في فيلم «الجائزة الكبرى» (1950)، وابنة جون بلونديل المهمشة في فيلم «الحجاب الأزرق» (1951)، وابنة بيت ديفيس في فيلم «النجمة» (1952). وفي المجمل ظهرت ناتالي في ما يزيد عن 20 فيلمًا وهي طفلة.
نظرًا إلى أن ناتالي كانت قاصرةً في سنوات عملها الأولي فقد تلقت تعليمها الابتدائي في ساحات الاستوديو حيث كانت تعمل. ذكر هاريس أن قوانين ولاية كاليفورنيا تقتضي أن يقضي الأطفال الممثلون ثلاث ساعات من وقتهم على الأقل يوميًا داخل الفصل الدراسي حتى يبلغوا سن الثامنة عشر، وأضاف أن ناتالي كانت طالبة متفوقة صاحبة درجات ممتازة، وكانت من بين الأطفال القلائل الذين تفوقوا في الحساب. قال المخرج جوزيف ليو مانكيفيتس – الذي وجهها في فيلم «الشبح والسيدة موير» (1947) – أنه لم يتصادف بطفل أحدّ منها ذكاءً طوال سنين عمله الطويلة. تذكرت ناتالي تلك الفترة من حياتها قائلةً: «كنت دائمًا ما أشعر بالذنب عندما علمت أن طاقم التصوير ينتظرني ريثما انتهي من ساعات دراستي الثلاثة. وفي اللحظة التي انتهى فيه المعلم كنت أركض إلى موقع التصوير بأسرع ما بوسعي».
ظلت والدتها تلعب دورًا هامًا في تقدم مسيرة ابنتها من خلال التوجيه وإدارة بعض أعمالها حتى بعد تعاقدها مع وكلاء الأفلام. حظيت ناتالي باهتمام إعلامي ملحوظ خلال فترة طفولتها. وعندما بلغت التاسعة وصفتها مجلة بيرانتس بأنها «أشد نجوم الصور المتحركة القاصرين إثارة لهذا العام».
توفيت في حادث غرق غامض عام 1981.

## روابط خارجية
- ناتالي وود على موقع IMDb (الإنجليزية)
- ناتالي وود على موقع ميتاكريتيك (الإنجليزية)
- ناتالي وود على موقع الموسوعة البريطانية (الإنجليزية)
- ناتالي وود على موقع روتن توميتوز (الإنجليزية)
- ناتالي وود على موقع مونزينجر (الألمانية)
- ناتالي وود على موقع قاعدة بيانات الأفلام العربية
- ناتالي وود على موقع ألو سيني (الفرنسية)
- ناتالي وود على موقع ميوزك برينز (الإنجليزية)
- ناتالي وود على موقع تيرنر كلاسيك موفيز (الإنجليزية)
- ناتالي وود على موقع أول موفي (الإنجليزية)